# Bunodactis altifossa
Bunodactis altifossa is een zeeanemonensoort uit de familie Actiniidae.
Bunodactis altifossa is voor het eerst wetenschappelijk beschreven door Lager in 1911.